# HSSLHFF
HSSLHFF was een Nederlandse band, bestaande uit vijf leden uit onder meer Utrecht, Arnhem en Den Haag. De diverse bandleden speelden eerder in de bands Thom Revolver, Broshim en Puh Chi. Zelf omschreven ze hun muziek als electropop. Recensenten vergelijken HSSLHFF vaak met The Infadels.

## Biografie
HSSLHFF wordt in 2006 opgericht en verwerft in korte tijd bekendheid met de myspace-hit Silly Jeans. Het nummer wordt o.a. door 3FM opgepikt. In datzelfde jaar wordt HSSLHFF gevraagd als support voor Infadels, toert HSSLHFF met de Popronde, wordt de band bestempeld als 'Serious Talent' op 3FM en wordt er zelfs over de grens gekeken met een optreden op het Berlin Insane Festival in Berlijn (DE).
2007 wordt letterlijk en figuurlijk ingezet met een knal als de band een optreden mag geven tijdens het Noorderslag Festival. In datzelfde jaar is HSSLHFF op veel podia te vinden en wordt er gespeeld op festival als Schollepop, Palmpop en Oranjepop en is de band de afsluitende act op KoninginneNach.
In 2008 besluit de band met producer Luuk Cox (Shameboy, Buscemi) een Vlaamse studio in te duiken voor een eerste album. Dit album - Love = The Drug - verschijnt op 11 september 2008 en wordt gepresenteerd in een volle zaal van het Paard van Troje. Na de nodige optredens (o.a. als support voor Maximo Park en wederom in Berlijn / de Gemeente Den Haag maakt er een verslag van) besluit de band het in 2009 voor gezien te houden. Een reden voor het plotselinge stoppen blijft vooralsnog uit.

## Discografie

### Album
- Love = The Drug (2008)

### Single
- Silly Jeans (2006)

### Ep
- Beta Versions (2007)